# Nypa fruticans
Nypa es un género monotípico de la subfamilia Nypoideae con una única especie: Nypa fruticans de la familia  de las palmeras (Arecaceae). Es el único miembro de la subfamilia.

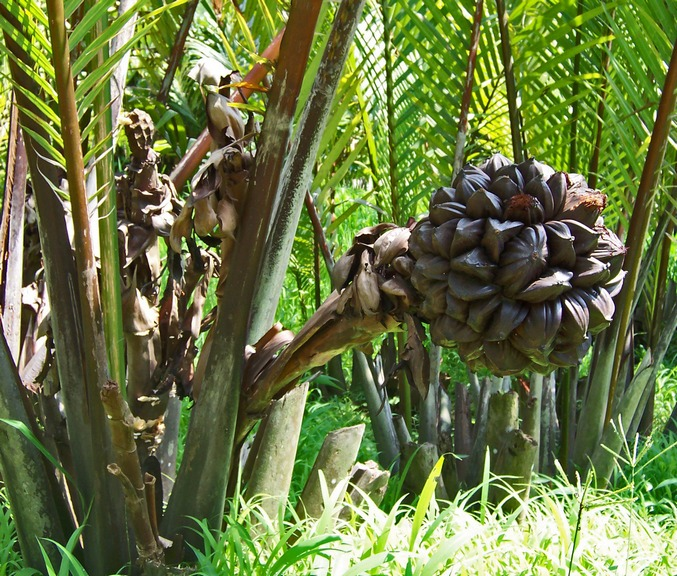
Fruto

## Distribución y hábitat
Es una palmera que vegeta en los manglares del Océano Pacífico y el Océano Índico desde Sri Lanka hasta Nansei-shoto y las islas Carolinas.

## Descripción
Tiene un tronco rastrero y se ramifica dicotómicamente, algo raro en esta familia, los frutos son vivíparos, resisten la salinidad y, además, flotan, lo que hace de su difusión algo fácil.

## Taxonomía
Nypa fruticans fue descrito por Friedrich von Wurmb y publicado en Verhandelingen van het Bataviaasch Genootschap van Kunsten en Wetenschappen 1: 349. 1779.
Etimología
Nypa: nombre genérico que proviene de nipah, su nombre vernáculo malayo.
fruticans: epíteto del latín que significa "arbustivo".
Sinonimia
- Nipa fruticans (Wurmb) Thunb. (1782).
- Cocos nypa Lour. (1790).
- Nipa litoralis Blanco (1837).
- Nipa arborescens Wurmb ex H.Wendl. in O.C.E.de Kerchove de Denterghem (1878).
- Nypa fruticans var. neameana F.M.Bailey (1888).[1]

## Nombres comunes
- nipa, sasá de Filipinas.[6]